# El hotel de los secretos
 (срп. Хотел тајни) мексичка је теленовела, продукцијске куће Телевиса, снимана 2016.
Представља римејк шпанске серије Хотел Гранд.

## Синопсис
Почетком двадесетог века постојао је један хотел, изолован, окружен шумом, најбоље место за скривање језивих тајни. Ту се запослила Кристина Олмедо и прекинула контакт са скоро целом породицом. Једина особа која зна све о њој јесте њен брат Хулио. Међутим, како дуго не добија сестрино писмо, Хулио одлучује да је потражи. Стиже у хотел и претвара се да је нови конобар. У ходницима упознаје Андреса, који му говори да је Кристина мистериозно нестала неколико недеља раније, па он одлучује да остане и истражи шта се заиста догодило.
Мало-помало, Хулио сазнаје да је власница хотела, доња Тереса де Аларкон, жена опседнута контролом. Удовица је и има троје деце: Софију, Фелипеа и Исабел, коју је Хулио случајно упознао док је путовао до хотела – обоје су остали опчињени једно другим. Исабел се враћа с пута на мајчин захтев јер јој је она уговорила брак с Дијегом, директором хотела, који је искористио поверење Аларконових да се домогне руководећег места и добије Тересину ћерку. Иако га не воли, Исабел пристаје да му буде супруга, не би ли тако помогла својој породици. С друге стране, Тересин син Андрес је једноставан, правичан и насмејан младић. Хулио задобија његово и Исабелино поверење и управо му они помажу да сазна шта се десило с његовом сестром. Међутим, то ће га довести до шокантних сазнања – биће на корак да открије страшне тајне које крију зидови хотела. Исти циљ има и детектив Ајала, придошлица коју Тереса и Дијего покушавају да спрече да копа по прошлости.
Уплетени у вртлог страшних тајни, Исабел и Хулио заљубљују се једно у друго, али о својој љубави морају ћутати, како се не би увалили у још веће проблеме. Међутим, иако сам хотел крије језиву тајну, у њему је немогуће сачувати приватност, јер очи послуге мотре сваки корак гостију. Доња Анхела је шефица персонала, која зна све што се догодило, али држи језик за зубима. Мајордом Бенхамин је ћутљив човек, који не скрива само детаље из свог живота, већ и туђе тајне. Ту је и рецепционер Паскуал, навикнут да слуша наређења, али једва чека тренутак кад ће престати да им се повинује, док је кувар Лупе, иако љубазан, такође пун тајни. Сви заправо чине све да се представе као невине жртве, иако су многи од њих у ствари ђаволи с лицем анђела...

## Глумачка постава

### Главне улоге
| Глумац:      | Улога:         |
| ------------ | -------------- |
| Ирене Азуела | Исабел Аларкон |
| Ерик Елијас  | Хулио Олмедо   |

### Споредне улоге
| Глумац:                | Улога:                    |
| ---------------------- | ------------------------- |
| Дијана Брачо           | доња Тереса де Аларкон    |
| Хорхе Поза             | Дијего Монтехо            |
| Доминика Палета        | Софија Аларкон де Вергара |
| Алехандро де ла Мадрид | Алфредо Вергара           |
| Данијела Ромо          | Анхела Гомез де Салинас   |
| Пабло Круз Гереро      | Фелипе Аларкон            |
| Карлос Ривера          | Андрес Салинас Гомез      |
| Илсе Салас             | Белен Гарсија             |
| Хесус Очоа             | детектив Серапио Ајала    |
| Едуардо Еспања         | Дагоберто Суарез          |
| Луис Коутуријер        | Бенхамин Нијето           |
| Химена Ерера           | Кристина Олмедо           |
| Хуан Ферара            | доктор Лазаро Висарио     |
| Клаудија Рамирез       | Сесилија Гаитан           |
| Силвија Марискал       | доња Елиса де Вергара     |
| Кета Лават             | „Ла Нена“ Лимантоур       |
| Рехина Бландон         | Матилде Салавери          |
| Едуардо Лињан          | дон Ерваристо Баљестерос  |
| Барбара Сингер         | Мерседес Баљестерос       |
| Софија Кастро          | Еухенија Баљестерос       |
| Родриго Вираго         | Паскуал Дуарте            |
| Јошуа Гутијерез        | Хасинто Москеда           |
| Аранца Руиз            | Виолета                   |
| Хуан Карлос Барето     | Гуадалупе „Лупе“ Москеда  |
| Илсе Икеда             | Наталија                  |
| Енрике Сингер          | дон Ромуло Аларкон        |
| Хуан Вердуско          | дон Хавијер Гонгора       |
| Луис Гатика            | Хенаро                    |
| Марлене Калб           | Викторија                 |
| Клауидја Риос          | Мелибеа                   |
| Гонзало Пења           | Гонзало Аларкон           |
| Кристијан Рамос        | Сипријано                 |
| Јоан Сантос            | Фелисијано                |
| Палома Аредондо        | Микаела                   |